# Сеїд Алім-хан
Сеїд Мір Мохаммед Алім-хан (узб. Said Mir Muhammad Amirhon; *3 січня 1880, Бухара, Бухарський емірат — 28 квітня 1944, Кабул, Афганістан) — останній емір Бухарського емірату, що правив до захоплення Бухари більшовиками 30 серпня 1920 року, представник династії Мангитів. 
Хоча Бухара мала статус васальної від Російської імперії держави, Алім-хан керував внутрішніми справами свого емірату як абсолютний монарх.

## З життєпису
Другий син бухарського аміра з династії Мангитів Абдулахад-хана (1885—1910) Тюра-джан Мір-Алім народився 3 січня 1880 року. Ще його дід амір Музаффар-хан (1860—1885) визнав протекторат Російської імперії над Бухарським ханством, підписавши відповідні політичні угоди в 1868 і 1873 роках. Згідно з придворним етикетом російського царського двору еміри Бухари мали титул «світлості» і стояли вище за великих князів.

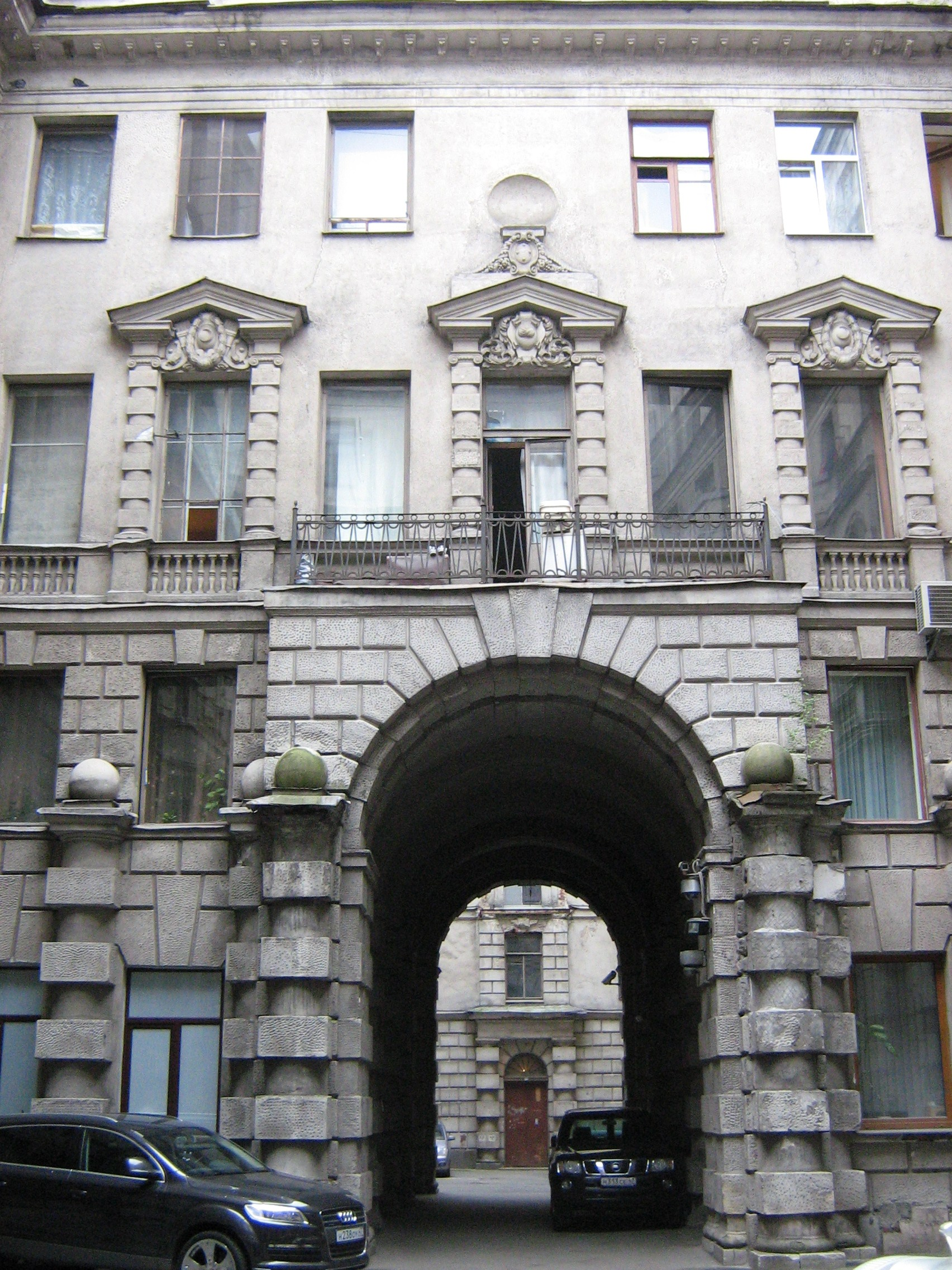
Будинок бухарського еміра в Петербурзі (сучасне фото)

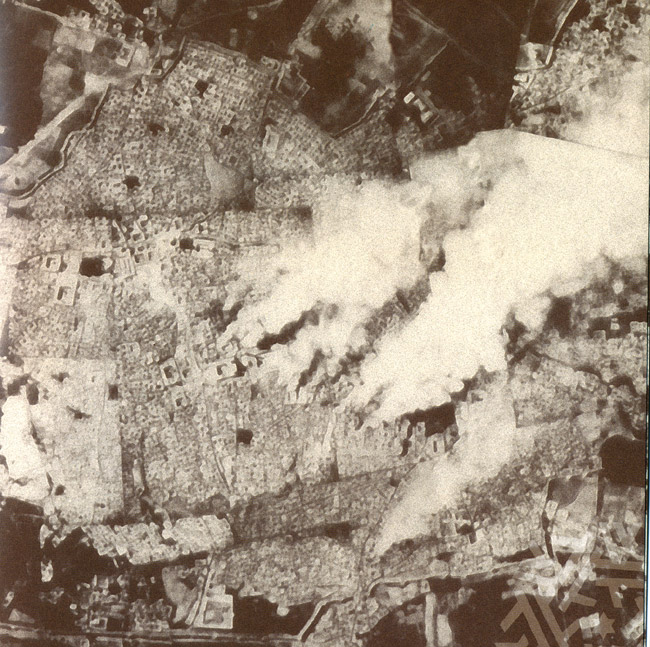
Бухара у вогні (1 вересня 1920)

У січні 1893 року Абдулахад-хан та Алім-хан прибули до Петербурга, де 13-річного ханича віддали на три роки у науку — для вивчення управління державою та військової справи. 
1896 року Алім-хан повернувся до Бухари, отримавши від царської Росії підтвердження статусу наслідного принца емірату. 
За 2 роки (1898) Алім-хан обійняв посаду губернатора Насефа, пробувши на ній упродовж 12 років. 
Ще близько 2 років він керував північною провінцією Карміна, аж до смерті свого батька 1910 року. 
Початок правління Алім-хана був багатообіцяючим. Він оголосив, що не бере подарунків, і категорично заборонив чиновникам і посадовим особам брати хабарі від народу і використовувати податки з метою особистого збагачення. Проте з часом ситуація змінилася. В результаті інтриг прихильники реформ програли і були вислані до Москви та Казані, і Алім-хан продовжив правління в традиційному стилі, зміцнюючи династію. 
Коштом Алім-хана у Санкт-Петербурзі були побудовані Санкт-Петербурзька соборна мечеть і так званий Будинок Еміра бухарського (Каменноостровський проспект, 44-б). 
Коли більшовики зайняли Бухару, Сеїд Алім-хан спершу втік на схід Бухарського емірату, а потому до Афганістану. Помер 28 квітня 1944 року, похований у Кабулі. 
Алім-хан був нагороджений орденом Російської імперії — Александра Невського. 
Прикметний факт: син бухарського еміра Шахмурад (узяв прізвище Олімов) зрікся батька у 1929 році, він служив у Червоній Армії, і у 1960-х викладав у Військовій академії імені Фрунзе.